# The Guess Who
The Guess Who je kanadská rocková skupina z Winnipegu v Manitobě. Od pozdních 60. let do poloviny 70. let 20. století byla mezinárodně úspěšná s řadou hitových singlů, z nichž pravděpodobně nejznámější je American Woman. V roce 1987 byla skupina uvedena do kanadské hudební síně slávy. Někteří členové The Guess Who, zejména Burton Cummings a Randy Bachman, měli také značný úspěch mimo kapelu.

## Diskografie

### Alba
- 1965: Shakin' All Over
- 1965: Hey Ho (What You Do to Me!)
- 1966: It's Time
- 1968: The Guess Who
- 1968: A Wild Pair
- 1968: Wheatfield Soul
- 1969: Canned Wheat
- 1970: American Woman
- 1970: Share the Land
- 1971: So Long, Bannatyne
- 1972: Rockin'
- 1972: Wild One
- 1973: Artificial Paradise
- 1973: #10
- 1974: Road Food
- 1974: Flavours
- 1975: Power in the Music